# Aurelle-Verlac
Aurelle-Verlac é uma ex-comuna francesa na região administrativa de Occitânia, no departamento de Aveyron. Estendeu-se por uma área de 54,68 km². Em 2010 a comuna tinha 165 habitantes (densidade: 3 hab./km²).
Em 1 de janeiro de 2016 foi fundida com a comuna de Saint-Geniez-d'Olt para a criação da nova comuna de Saint-Geniez-d'Olt-et-d'Aubrac.